# 繁殖生態学
繁殖生態学（はんしょくせいたいがく、英: Reproductive ecology）は生態学の一分野。生物の繁殖における生態学的な現象を研究対象とする学問。繁殖とは主に有性生殖が繁殖生態学の研究対象になるが無性生殖についても繁殖生態学の研究対象となる。
生物において、次世代の個体が繁殖能力を持ち、さらに次世代の個体を作れるようになるまで成長させることを繁殖の定義とするならば繁殖生態学の範囲は生物の生活史の殆どをカバーすることになる。繁殖という生物の存在意義の根幹を研究対象とし、その範囲が広大であるため研究の余地は未だ非常に大きいといえる。